# Zolani Mahola
Zolani Mahola, née le 19 juillet 1981, est une chanteuse et actrice sud-africaine. Depuis 2002, elle est la chanteuse du groupe de musique sud-africain Freshlyground,.

## Biographie
Mahola est née à Port Elizabeth, dans l'est du Cap, en Afrique du Sud. Elle a grandi près de East London à Bhisho et a fréquenté le Trinity High School. Alors que Zolani Mahola a 6 ans, sa mère décède lors d'un accouchement. En 2019, elle révèle avoir été victime d'abus sexuels par un membre de sa famille de 8 à 11 ans. 
Elle a travaillé comme réceptionniste à Makro durant ses week-ends et vacances scolaires. Elle a grandi à Ntshekisa Street, une rue longue et populaire à New Brighton, un canton à la périphérie de Port Elizabeth. Elle est restée chez son père avec sa sœur cadette entre 1999 et 2001. 
Après avoir étudié le théâtre à l’ Université du Cap elle joue le rôle principal dans le drame télévisé Tsha-Tsha, diffusé sur SABC 1. Mahola a interpreté le personnage de Zoë dans le long métrage d'animation Zambezia (2012) et a également enregistré la chanson "Get Up" pour la bande originale du film. 
En mars 2013, Mahola a annoncé sa première grossesse. Le 8 août 2013, Mahola a donné naissance à un fils qu'elle a appelé le Zazi Bastion Mahola-Klemp avec Nicholas. 
Mahola et six autres musiciens ont formé Freshlyground au Cap en 2002.
Après que Freshlyground ait publié leur deuxième album, Nomvula, en 2004, The Sunday Times a décrit Mahola comme l'une des meilleures et des plus inspirantes jeunes chanteuses d'Afrique du Sud. 
Elle s'est rendue au Cap, à Durban et à Pretoria avec le chanteur de pop anglais Robbie Williams en 2006, avec Freshlyground interprétant le rôle principal de Williams. 
Elle a chanté sur le troisième album studio des Parlotones, Stardust Galaxies (2009). 
Lors de la Coupe du Monde de la FIFA 2010, Mahola, avec Freshlyground et Shakira, a présenté " Waka Waka (This Time for Africa) " lors des cérémonies d'ouverture et de clôture. "Waka Waka (This Time for Africa)" était la chanson officielle de la Coupe du Monde de la FIFA en 2010. En 2011, Zolani et Freshlyground ont donné un concert gratuit sur la rue Ntshekisa dans le cadre de leur tournée pour leur 10e anniversaire. 
Aux Glamour Women of the Year Awards 2011, qui se sont déroulés le 25 juillet à Johannesburg, Mahola figurait parmi les huit femmes honorées par la division sud-africaine de Glamour. Glamour a déclaré en 2011 qu'elle et son compagnon de groupe, Kyla-Rose Smith, étaient "Les icônes" de femmes sud-africaines. En 2013, avec Freshlyground, elle sort le morceau Chicken to change, une chanson critique à l'égard du régime du président du Zimbabwe Robert Mugabe. 
Mahola s'est ouverte en 2018 sur le lancement d'un projet solo indépendant des labels et des sponsors principaux, et s'attribue le surnom de The One Who Sings (celle qui chante). Chaque semaine, elle chante en live sur sa chaîne Instagram. 